# Gone from Danger
Albums de Joan Baez
Live at Newport
(1996) Dark Chords on a Big Guitar
(2003)
Gone from Danger est un album de Joan Baez sorti fin 1997. Elle y reprend de jeunes artistes de folk/rock, notamment Richard Shindell ou Dar Williams.

## Titres
| No  | Titre                 | Auteur                  | Durée |
| --- | --------------------- | ----------------------- | ----- |
| 1.  | No Mermaid            | Lohan                   | 4:23  |
| 2.  | Reunion Hill          | Shindell                | 4:08  |
| 3.  | February              | Williams                | 4:11  |
| 4.  | Crack in the Mirror   | Elders                  | 5:48  |
| 5.  | If I Wrote You        | Williams                | 3:28  |
| 6.  | Fishing               | Shindell                | 4:46  |
| 7.  | Lily                  | Baez, Wilson, Greenberg | 3:52  |
| 8.  | Who Do You Think I Am | Lohan                   | 4:02  |
| 9.  | Mercy Bound           | Addison                 | 4:51  |
| 10. | Money for Floods      | Shindell                | 3:35  |

### Titres bonus
Gone from Danger a été réédité chez Castle Records avec un disque bonus comprenant deux titres enregistrés au Newport Folk Festival en 1997 :
| No  | Titre                     | Auteur | Durée |
| --- | ------------------------- | ------ | ----- |
| 11. | Longbed from Kenya        | Elders | 2:06  |
| 12. | The Dangling Conversation | Simon  | 3:15  |

Une édition collector de Gone from Danger est parue en 2009. Elle inclut un deuxième CD tiré d'un concert à Mountain Stage en août 1997, mais les titres bonus de l'édition Castle sont absents du premier CD.
| No  | Titre                 | Auteur   | Durée |
| --- | --------------------- | -------- | ----- |
| 1.  | If I Wrote You        | Williams | 3:48  |
| 2.  | No Mermaid            | Lohan    | 4:33  |
| 3.  | Reunion Hill          | Shindell | 4:52  |
| 4.  | Crack in the Mirror   | Elders   | 5:40  |
| 5.  | Long Bed from Kenya   |          | 5:20  |
| 6.  | February              | Williams | 3:58  |
| 7.  | You're Aging Well     | Williams | 4:15  |
| 8.  | Fishing               | Shindell | 4:48  |
| 9.  | Money for Floods      | Shindell | 3:21  |
| 10. | Who Do You Think I Am | Lohan    | 5:54  |
| 11. | To Ramona             | Dylan    | 4:18  |

Le pressage français de Gone from Danger compte onze titres et inclut un duo en français et en anglais avec Maxime Le Forestier :
| No  | Titre                       | Auteur                  | Durée |
| --- | --------------------------- | ----------------------- | ----- |
| 1.  | Les choses les plus simples | G. Yacoub               | 4:46  |
| 2.  | No Mermaid                  | Lohan                   | 4:33  |
| 3.  | Reunion Hill                | Shindell                | 4:52  |
| 4.  | Crack in the Mirror         | Elders                  | 5:40  |
| 5.  | February                    | Williams                | 3:58  |
| 6.  | Fishing                     | Shindell                | 4:48  |
| 7.  | If I Wrote You              | Williams                | 3:48  |
| 8.  | Lily                        | Baez, Wilson, Greenberg | 3:52  |
| 9.  | Who Do You Think I Am       | Lohan                   | 4:02  |
| 10. | Mercy Bound                 | Addison                 | 4:51  |
| 11. | Money for Floods            | Shindell                | 3:21  |

## Musiciens
- Joan Baez : chant, guitare, percussions
- Richard Bennett : guitares, bouzouki
- Dennis Bernside : piano, Wurlitzer
- Steve Conn : accordéon
- Chad Cromwell : batterie, percussions
- Dan Dugmore : guitares, dobro, pedal steel, lap steel
- Betty Elders : guitare, chant
- Gene Elders : violon
- Kenny Greenberg : guitares, dobro, percussions
- Jim Hoke : saxophone
- Tim Lauer : harmonium
- Sinéad Lohan : guitare, chant
- Greg Morrow : batterie, percussions
- Steve Nathan : claviers
- Michael Rhodes : basse
- Matt Rollings : orgue, piano
- Richard Shindell : guitare, chant
- Joe Spivey : violon, mandoline
- Carol Steele : percussions, chant
- Willie Weeks : basse
- Dar Williams : guitare, chant
- Ellie & Sam Wilson : chant, rire
- Jim Collins, Marabeth Jordan, Allison Moorer, Sharon Rice, Curtis Young : chœurs